# 謝伋
謝伋（?—約1165年），字景思，上蔡人。

## 生平
謝伋於绍兴三年（1133年）爲大宗正丞。後任太常寺少卿。不久秦檜復相，父子一起隱居於台州黃岩靈石寺。其父死後，遷居黃岩三童嶴，以種藥为生，自號「藥寮居士」。绍兴二十五年，秦檜令其黨羽曹泳選择酷吏刘景守台州，整治谢伋。秦桧死后，朝廷召回谢伋，官放处州（浙江丽水）知府。绍兴二十七年，改任为提举两浙路茶盐公事。著有《藥寮叢稿》二十卷、《四六談麈》1卷，皆佚。其诗据《天台绩集别编》等书輯錄一卷。

## 家族
父謝克家曾官參知政事，绍兴二年（1132年）上書彈劾秦檜。

## 生平
謝伋於绍兴三年（1133年）爲大宗正丞。後任太常寺少卿。不久秦檜復相，父子一起隱居於台州黃岩靈石寺。其父死後，遷居黃岩三童嶴，以種藥为生，自號「藥寮居士」。绍兴二十五年，秦檜令其黨羽曹泳選择酷吏刘景守台州，整治谢伋。秦桧死后，朝廷召回谢伋，官放处州（浙江丽水）知府。绍兴二十七年，改任为提举两浙路茶盐公事。

## 著作
著有《藥寮叢稿》二十卷、《四六談麈》1卷，皆佚。其诗据《天台绩集别编》等书輯錄一卷。